# Mistrovství Československa v krasobruslení 1972
Mistrovství Československa v krasobruslení 1972 se konalo 17. prosince až 19. prosince 1971 v Karviné.

## Medaile
| Kategorie      | Zlato                             | Zlato      | Stříbro                          | Stříbro     | Bronz                             | Bronz       |
| Muži           | Ondrej Nepela                     | 7 – 1906,2 | Zdeněk Pazdírek                  | 17 – 1783,6 | Josef Žídek                       | 19 – 1766,8 |
| Ženy           | Liana Drahová                     | 7 – 1710   | Ľudmila Bezáková                 | 16 – 1692   | Helena Sedláčková                 | 23 – 1679   |
| Sportovní páry | Miroslava Sáblíková Pavel Komárek | 5 – 210,5  | Irena Hankusová Stanislav Žídek  | 10 – 187,4  | Ilona? Urbanová Horniak           | 15 – 169,2  |
| Taneční páry   | Diana Skotnická Martin Skotnický  | 5 – 257,9  | Světlana Marinovová Miloš Buršík | 10 – 237,9  | Ludmila Nogolová František Blaťák | 19 – 221,7  |

- čísla udávají celkové hodnocení, první za přednes a druhá počet bodů